# Barbados
Barbados (en anglès, Barbados) és un estat insular de l'Amèrica Central, a les Petites Antilles. Està format per l'illa del mateix nom, situada a l'oceà Atlàntic, a l'est de Saint Vincent i les Grenadines. Antiga colònia britànica, és independent des de 1966. Té una població de més d'un quart de milió d'habitants, que es concentra majorment a la capital, Bridgetown. Després de dues dècades de debats, el 30 de novembre de 2021 Barbados va passar a ser una república, mantenint-se dins la Commonwealth.
La majoria de la població de Barbados són afrobarbadians, negres i mulats que tenen avantpassats africans.

## Etimologia
El nom Barbados prové del terme portuguès os barbados o l'equivalent espanyol, los barbados, ambdós significant els barbuts. No és clar sibarbut es refereix a les arrels llargues i penjants de la figuera barbuda (Ficus citrifolia), una espècie de banià indígena de l'illa, o als presumptes caribs barbuts que van habitar l'illa, o, de manera més fantàstica, a una impressió visual d'una barba formada per l'escuma marina que ruixa sobre els esculls de corall perifèrics. El 1519, un mapa elaborat pel cartograf genovès Visconte Maggiolo mostrava i anomenava Barbados en la seva posició correcta. A més, l'illa de Barbuda a Sotavent és molt semblant en nom i abans es va anomenar Las Barbudas.
Col·loquialment, els barbadians es refereixen a la seva illa natal com Bim o altres sobrenoms associats a Barbados, inclòs Bimshire. L'origen és incert, però existeixen diverses teories. La Fundació Cultural Nacional de Barbados diu que bim era una paraula comunament utilitzada pels esclaus, i que deriva del terme igbo bém de bé mụ́ que significa la meva casa, parent, amable; el fonema igbo ig en l'ortografia igbo és molt propera a /ɪ/. El nom podria haver sorgit a causa del percentatge relativament gran d'esclaus igbo del sud-est de Nigèria actual que van arribar a Barbados al segle XVIII. Les paraules Bim i Bimshire estan registrades a l'Oxford English Dictionary i als Chambers Twentieth Century Dictionaries. Una altra font possible de Bim es troba a l’Agricultural Reporter del 25 d'abril de 1868, on el reverend N. Greenidge (pare d'un dels estudiosos més famosos de l'illa, Abel Hendy Jones Greenidge) va suggerir que Bimshire va ser introduït per un vell plantador que recorda un comtat d'Anglaterra. Els anomenats expressament eren Wiltshire, Hampshire, Berkshire i Bimshire. Finalment, al Daily Argosy (de Demerara, és a dir, Guyana) de 1652, hi ha una referència a Bim com una possible corrupció de Byam, el nom d'un líder reialista contra els parlamentaris. Aquesta font va suggerir que els seguidors de Byam es van conèixer com Bims i que aquesta es va convertir en una paraula per a tots els barbadians.

## Història
Fou el 1536 quan l'explorador portuguès Pedro A. Campos qui originàriament li donà el nom de Os Barbados (Els barbuts) per l'aparença de les figueres de l'illa, les quals tenien arrels aèries semblants a barbes.
Tanmateix, l'illa restà deshabitada fins que els britànics començaren la colonització el 1627, encara que algunes tribus Amerindies hi havien viscut anys enrere. Pocs anys després (1652) fou convertida en possessió britànica. Fou reploblada per esclaus que treballaven a les plantacions de sucre fins que el 1834 s'abolí l'esclavitud.
Les reformes socials i polítiques entre el 40 i el 50 conduïren a la independència del Regne Unit el 1966, encara que des de les eleccions de 1961 ja tenien un fort grau d'independència de l'Imperi. Nogensmenys, romangué com a membre de la Commonwealth of Nations.

## Geografia

Mapa de Barbados

Barbados és una illa relativament plana: el punt més elevat n'és el Mount Hillaby, d'uns 336 m. És la més oriental de les Petites Antilles —la cadena d'illes que trobem al mar del Carib, entre aquest mar i l'oceà Atlàntic. El clima és tropical, amb temperatures al voltant dels 25 °C tot l'any i una estació de pluja del mes de juny a l'octubre. Vorejada d'esculls coral·lins, es compon sobretot de terra calcària i volcànica.
Barbados rarament sofreix els pitjors efectes dels huracans i tempestes tropicals durant l'estació plujosa, perquè la seva ubicació en l'Atlàntic és lluny de les principals rutes de tempestes. Solament una vegada cada 26,6 anys, aproximadament, un huracà important afecta l'illa.
També destaca a l'illa el cap rocós conegut com a Pic Teneriffe, que rep el seu nom del fet que l'illa de Tenerife a Espanya és la primera terra a l'orient de Barbados segons la creença dels vilatans.

### Clima

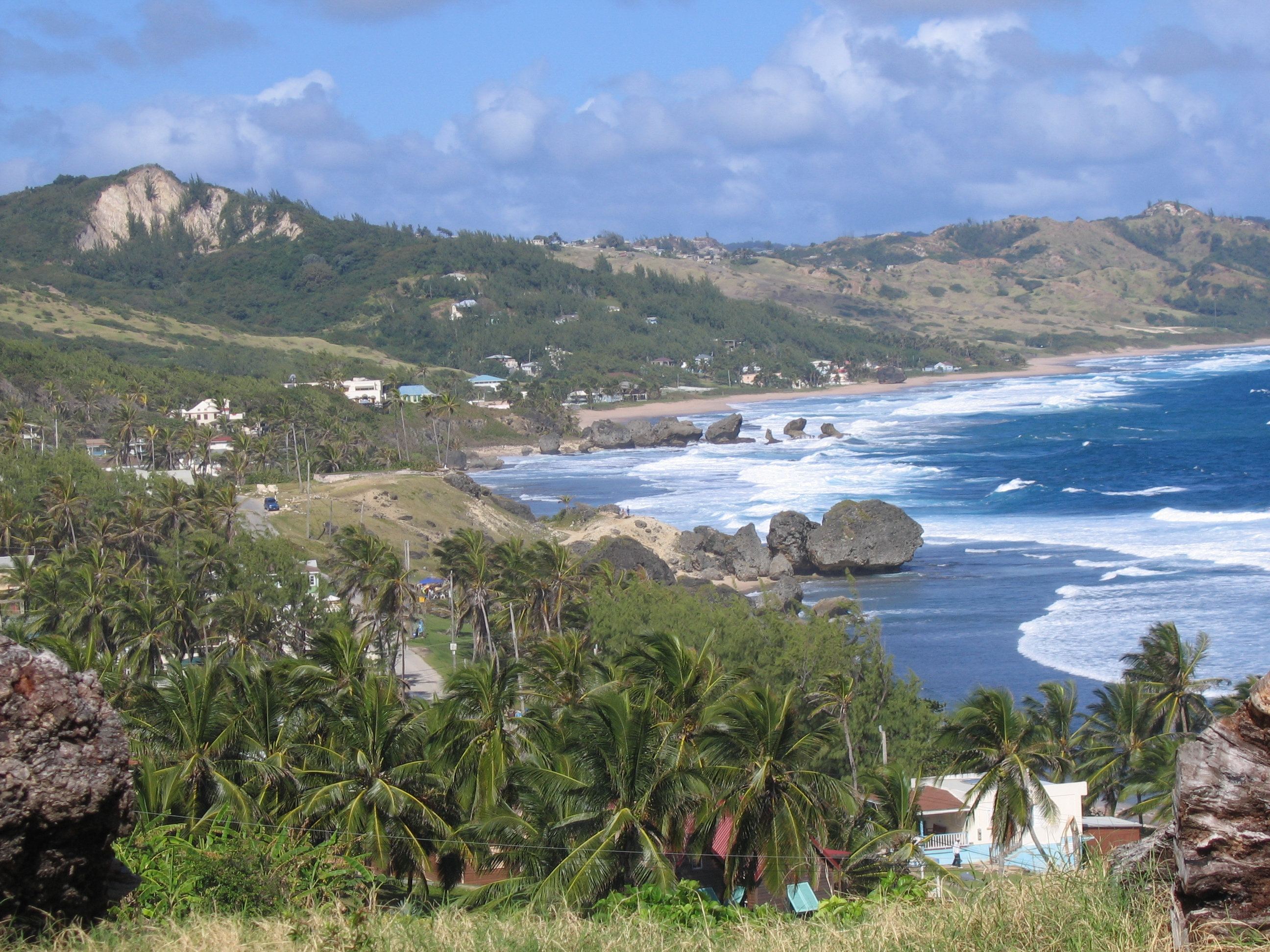
Betsabé, Sant Josep

En general, el país viu dues estacions, una de les quals inclou precipitacions notablement més altes. Coneguda com l'estació humida, aquest període va de juny a desembre. Per contra, l'estació seca va de desembre a maig. Les precipitacions anuals oscil·len entre 1.000 i 2.300 mm. De desembre a maig les temperatures mitjanes oscil·len entre 21 a 31 °C, mentre que entre juny i novembre, oscil·len entre 23 a 31 °C.
A l'escala de classificació climàtica de Köppen, gran part de Barbados es considera un clima monsònic tropical (Am). No obstant això, brises de 12 a 16 km/h abunden durant tot l'any i donen a Barbados un clima moderadament tropical.
Els perills naturals poc freqüents inclouen terratrèmols, esllavissades i huracans. Barbados es troba fora del principal cinturó d'huracans de l'Atlàntic i sovint s'estalvia els pitjors efectes de les tempestes tropicals i huracans de la regió durant la temporada de pluges. La seva ubicació al sud-est de la regió del Carib situa el país fora de la principal zona de vaga d'huracans. De mitjana, un huracà important afecta aproximadament un cop cada 26 anys. L'últim cop significatiu d'un huracà que va causar danys greus a Barbados va ser l'huracà Janet el 1955; l'any 2010 l'illa va ser colpejada per l'huracà Tomas, però això només va causar danys menors a tot el país, ja que només estava al nivell de formació de la tempesta tropical.

### Geologia
Barbados es troba al límit de les plaques sud-americanes i del Carib. La subducció de la placa sud-americana sota la placa del Carib raspa el sediment de la placa sud-americana i el diposita per sobre de la zona de subducció formant un prisma d'acreció. La velocitat d'aquest dipòsit de material permet que Barbados augmenti a un ritme d'uns 25 mm per 1.000 anys. Aquesta subducció significa que geològicament l'illa està composta per uns 90 corals gruixuda, on es van formar esculls per sobre del sediment. El terreny s'inclina en una sèrie de terrasses a l'oest i s'enfila en inclinació a l'est. Una gran part de l'illa està envoltada per esculls de corall.
L'erosió de la pedra calcària al nord-est de l'illa, al districte d'Escòcia, ha donat lloc a la formació de diverses coves i barrancs. A la costa est atlàntica de l'illa s'han creat formes de relleu costaners, inclosos farallons, a causa de la composició de pedra calcària de la zona. També destaca a l'illa el cap rocós conegut com a Pico Teneriffe o Pic de Tenerife, que rep el nom del fet que l'illa de Tenerife a Espanya és la primera terra a l'est de Barbados segons la creença dels habitants.

## Economia
Article principal: Economia de Barbados.

## Política
Els principals partits són el Democractic Labour Party (DLP) i Barbados Labour Party (BLP); en l'actualitat la primera ministra és Mia Mottley del BLP. El 20 de setembre de 2021, un any després de l'anunci de la transició de la monarquia constitucional a una república, es va presentar al Parlament de Barbados el projecte de llei d'esmena de la Constitució. Aprovat el 6 d'octubre, el projecte de llei va fer esmenes a la Constitució de Barbados, entre les quals hi havia la introducció de l'oficina del president per a substituir la monarca britànica com a cap d'estat. La setmana següent, el 12 d'octubre de 2021, la governadora general en funcions de Barbados, Sandra Mason, va ser nomenada conjuntament per la primera ministra i el líder de l'oposició com a candidata a primera presidenta de Barbados, i posteriorment va ser escollida el 20 d'octubre. Mason va prendre possessió del càrrec el 30 de novembre de 2021.

## Cultura
- Barbados Museum & Historical Society

## Famosos
- Rihanna, una de les cantants més famoses d'arreu del món, és originària d'aquesta illa.